# أليوطيون
أليوطيون (بالإنجليزية: Aleut people)‏ (بالروسية: Алеу́ты) يسمون أيضاً أونانغيون هم مجموعة عرقية يتواجدون في ألاسكا في الولايات المتحدة وكراي كامشاتكا في روسيا يعتبرون أحد السكان الأصليين لألاسكا.

## التعداد والانتشار
ينتشرون بشكل كبير في جزر ألوتيان، ويبلغ تعدادهم في العالم حوالي 18 ألف نسمة منهم حوالي 17 ألف في الولايات المتحدة و500 في روسيا.

## المعتقدات
يعتنق أغلبهم الديانات الإحيائية ومنهم من يعتنق الأرثوذكسية الروسية.